# Cantonul Saint-Firmin
Cantonul Saint-Firmin este un canton din arondismentul Gap, departamentul Hautes-Alpes, regiunea Provence-Alpes-Côte d'Azur, Franța.

## Comune
- Aspres-lès-Corps
- La Chapelle-en-Valgaudémar
- Chauffayer
- Le Glaizil
- Saint-Firmin (reședință)
- Saint-Jacques-en-Valgodemard
- Saint-Maurice-en-Valgodemard
- Villar-Loubière